# Кук, Стэйси
Стэйси Джанелль Кук (англ. Stacey Janelle Cook, род. 3 июля 1984 года, Траки) — американская горнолыжница, участница трёх зимних Олимпийских игр, призёр этапов Кубка мира.

## Спортивная биография
Заниматься горными лыжами Стэйси начала в 4 года на горнолыжных курортах в окрестностях озера Тахо. Первым её тренером стал отец, который обучал Стэйси вместе с братом кататься на лыжах. На соревнованиях под эгидой FIS Кук стала выступать с конца 1999 года. С 2001 года Стэйси начала выступать на этапах Североамериканского Кубка, в котором в сезоне 2003/2004 она заняла общее 1-е место. Также на её счету есть несколько выступлений в рамках Кубка Европы и Южноамериканского Кубка.
В Кубке мира Кук дебютировала 30 января 2004 года на этапе в австрийском Хаусе. В декабре 2005 года Стэйси впервые попала в десятку лучших на этапе Кубка мира. Всего на сегодняшний момент имеет на своём счету 19 попаданий в десятку лучших на этапах Кубка мира: 17 раз в скоростном спуске и 2 в супергиганте. 30 ноября 2012 года Кук впервые в карьере попала в тройку лучших на этапах Кубка мира, заняв второе место в скоростном спуске на этапе в Лейк-Луизе, уступив при этом только Линдси Вонн. На следующий день Кук вновь была второй в скоростном спуске после Вонн. Лучшим достижением Кук в общем итоговом зачёте Кубка мира, является 31-е место в сезоне 2012/13.
За свою карьеру Кук принимала участие в четырёх чемпионатах мира. Лучшим результатом для неё стало 6-е место в скоростном спуске на первенстве мира 2013 года.
В 2006 году Стэйси Кук дебютировала на зимних Олимпийских играх в Турине. Американская горнолыжница стартовала в двух дисциплинах. В скоростной спуск ей удалось занять только 19-е место, а в гигантском слаломе Кук показала 23-е время.
На зимних Олимпийских играх 2010 года в Ванкувере Кук выступила только в скоростном спуске, где заняла 11-е место.
В 2014 году Стэйси Кук приняла участие в зимних Олимпийских играх в Сочи. Американская горнолыжница выступила на этот раз уже в трёх дисциплинах. Наилучшей для себя результат Кук показала в скоростном спуске, став 17-й и, отстав от победительницы словенки Тины Мазе на 1,48 секунды. В суперкомбинации и супергиганте американской спортсменке не удалось доехать до финиша.
Использует лыжи и ботинки производства фирмы Rossignol.

## Результаты

### Олимпийские игры
| Олимпийские игры | Скоростной спуск | Супергигант | Гигантский слалом | Слалом | Комбинация |
| ---------------- | ---------------- | ----------- | ----------------- | ------ | ---------- |
| Турин 2006       | 19               | 23          | —                 | —      | —          |
| Ванкувер 2010    | 11               | —           | —                 | —      | —          |
| Сочи 2014        | 17               | DNF         | —                 | —      | DNF1       |

### Чемпионат мира
| Чемпионат мира           | Скоростной спуск | Супергигант | Гигантский слалом | Слалом | Комбинация |
| ------------------------ | ---------------- | ----------- | ----------------- | ------ | ---------- |
| Оре 2007                 | 16               | —           | —                 | —      | —          |
| Валь-д'Изер 2009         | 9                | 22          | —                 | —      | 16         |
| Гармиш-Партенкирхен 2011 | 25               | DNF1        | —                 | —      | —          |
| Шладминг 2013            | 6                | —           | —                 | —      | `8         |